# Pjotr Wassiljewitsch Solotuchin
Pjotr Wassiljewitsch Solotuchin (russisch Пётр Васильевич Золотухин; * 1897; † 1968) war ein russischer Historiker, Rektor der Leningrader Universität und Offizier, der nach dem Ende des Zweiten Weltkriegs in Deutschland als Mitarbeiter der Sowjetischen Militäradministration in Deutschland (SMAD) an Wiederaufbau und Umgestaltung von Schulen und Hochschulen in der SBZ und DDR beteiligt war.

## Leben

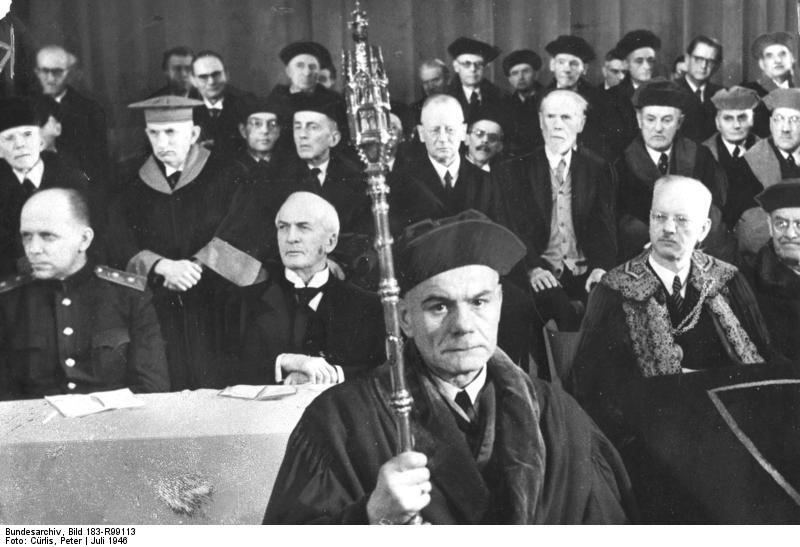
Eröffnung der Berliner Universität am 29. Januar 1946 im Admiralspalast, für die Solotuchin als Leiter der Abteilung Volksbildung der SMAD verantwortlich war. Hinter dem Pedell in der ersten Reihe links General Bokow, rechts der neue Rektor Johannes Stroux im Talar nach der Amtsübergabe, 2 v.l. Oberbürgermeister Arthur Werner

Solotuchin stammte aus einer Bauernfamilie, die im Süden Russlands lebte. Anfang der zwanziger Jahre, so berichtet Pjotr Iwanowitsch Nikitin in seinem Buch, kam die Frau von Lenin, N.K. Krupskaja, bei Agitationsreisen durch deren Dorf, und bemerkte dort einen jungen Mann mit einem Metallring im Ohr, der die Dorfherde hütete. Sein scharfer Verstand fiel ihr auf, weshalb sie ihm ein Delegierungsschreiben zum Studium in Petrograd übergab.
Solotuchin wurde noch vor dem Zweiten Weltkrieg als Historiker Hochschullehrer und zunächst Rektor des Leningrader Pädagogischen Instituts A. Herzen, dann Rektor der Universität Leningrad. Während der Leningrader Blockade von 1941 bis 1944 war er verantwortlicher Redakteur der Zeitung „Leningradskaja Prawda“ bis er zum ersten Stellvertreter des Volkskommissars für Bildung der Russischen Föderation berufen wurde. Diese Position hatte er bis zu seiner Abreise nach Deutschland inne. Solotuchin war von 1945 bis 1948 Leiter der Abteilung Volksbildung der SMAD mit dem Rang eines Generalleutnants.:64,224ff.
Als am 4. September 1945 Marschall Schukow befahl, „Maßnahmen zur Vorbereitung der Hochschulen zwecks Neuaufnahme des Unterrichts durchzuführen“ und Angaben über den Zustand aller Hochschulen sowie des Personalbestandes vorzulegen, wurde Solotuchin als oberster Verantwortlicher bei der SMAD mit der Ausführung beauftragt. Insbesondere war seine Aufgabe die Kontrolle und Bestätigung des Personals, die Kontrolle der Kontingente der Studenten, der Lehrpläne, der wissenschaftlichen Arbeiten und der Tätigkeit aller Hochschulen in der SBZ insgesamt.:87
Nach seiner Tätigkeit für die SMAD ging Solotuchin in die Sowjetunion zurück und wurde von 1948 bis 1951 Rektor des Staatlichen Pädagogischen Instituts W. I. Lenin in Moskau.